# 最佳拍檔 (無綫電視節目)
《最佳拍檔》（英語：Telling Maria Sr 4）是香港電視廣播有限公司攝製的清談節目，由黎芷珊擔任主持。節目於2017年9月10日起逢週日22:30-23:30於翡翠台播放。承著過往推出的《最佳男主角》及《最佳女主角》，無綫電視承勢推出《最佳拍檔》，並為節目籌備了一年，本節目亦為配合無線電視50週年台慶推介資訊節目之一。

## 每集內容
| 集數 | 播映日期(2017年) | 嘉賓                                   | 曾於無綫電視合作作品                                                                         |
| 1    | 9月10日          | 黎耀祥、鄧萃雯                         | 巾幗梟雄、巾幗梟雄之義海豪情                                                                 |
| 2    | 9月17日          | 曾志偉、陳百祥、鄭丹瑞                 | 1994年度香港小姐競選、1997年度香港小姐競選、 萬千星輝賀台慶1997                              |
| 3    | 9月24日          | 歐陽震華、陶大宇 、蘇永康              | 壹號皇庭系列 好拍檔還有已離開TVB的駱應鈞                                                     |
| 4    | 10月8日          | 陳豪、蔡少芬                           | 洛神、陀槍師姐III、火舞黃沙、 珠光寶氣、飛女正傳、金枝慾孽貳                                 |
| 5    | 10月15日         | 苗僑偉、黃日華、湯鎮業                 | 三人與梁朝偉、劉德華有無綫五虎將之稱 電視劇：決戰玄武門、楊家將 綜藝節目：星光熠熠競爭輝1983 |
| 6    | 10月22日         | 夏雨、李司棋                           | 逐個捉、香港蛙人、溏心風暴系列                                                               |
| 7    | 10月29日         | 阮兆祥、王祖藍、李思捷                 | 三人合稱福祿壽 電視劇：荃加福祿壽探案 綜藝節目：荃加福祿壽                                   |
| 8    | 11月5日          | 胡楓、曾江、許紹雄                     | 歡樂今宵                                                                                     |
| 9    | 11月12日         | 林家棟、周海媚                         | 大鬧廣昌隆                                                                                   |
| 10   | 11月26日         | 盧海鵬、林建明、戚美珍、賈思樂         | 歡樂今宵《蝦仔爹哋》                                                                         |
| 11   | 12月3日          | 薛家燕、阮兆祥、廖碧兒、鄧兆尊、陳彥行 | 皆大歡喜                                                                                     |
| 12   | 12月10日         | 所有嘉賓                               | （絕密檔案）                                                                                 |

## 外部
- 最佳拍檔- 主頁- tvb.com （页面存档备份，存于）